# Edraianthus graminifolius
Edraianthus graminifolius là loài thực vật có hoa trong họ Hoa chuông. Loài này được (L.) A.DC. mô tả khoa học đầu tiên năm 1839.